# Odontomyia subobscura
Odontomyia subobscura är en tvåvingeart som först beskrevs av James 1948.  Odontomyia subobscura ingår i släktet Odontomyia och familjen vapenflugor. Inga underarter finns listade i Catalogue of Life.